# Leon Leyson
Leon Leyson, geboren Leib Lejzon ook wel geschreven als Leib Lezjon (Narewka, 15 september 1929 – Los Angeles, 12 januari 2013), was een Holocaustoverlevende en Amerikaans kinderboekenschrijver.
Leon Leyson was een van de jongste overlevenden van de elfhonderd joden die door de Duitse industrieel Oskar Schindler uit de handen van de nazi's werden gered in Krakow. Hij verhuisde na de oorlog in 1949 naar de Verenigde Staten en werd leerkracht in Huntington Park.
Hij ontmoette Oskar Schindler voor de laatste maal in 1974, toen hij met een groep joden de fabrieksdirecteur ging begroeten in LAX. Op het moment dat hij zichzelf wilde voorstellen, onderbrak Schindler hem grijnzend: "I know who you are, You’re Little Leyson".
Bij de premières van Schindler's List werden hij en lotgenoot Lewis Fagen door Steven Spielberg mee in de aandacht betrokken.
Leyson schreef zijn autobiografisch verhaal over de Tweede Wereldoorlog als het kinderboek The Boy on the Wooden Box dat postuum, in 2013, door Atheneum werd uitgegeven. Meulenhoff Boekerij bracht in 2014 de Nederlandse vertaling uit als De jongen op het houten kistje. Het is een van de zeventien vertalingen van het boek.
- Bibliothèque nationale de France: cb16793714d (data)
- Gemeinsame Normdatei: 1053358865
- International Standard Name Identifier: 0000 0004 0944 760X
- Library of Congress Control Number: n2013029389
- Nationale Bibliotheek van Tsjechië: mzk2013799292
- Nationale Bibliotheek van Israël: 987007522256805171
- Nederlandse Thesaurus van Auteursnamen: 373730764
- Virtual International Authority File: 303006509
- WorldCat: E39PBJjXgyk7Hpphc8mBQG9FKd